# Theatro Carlos Gomes (Vitória)

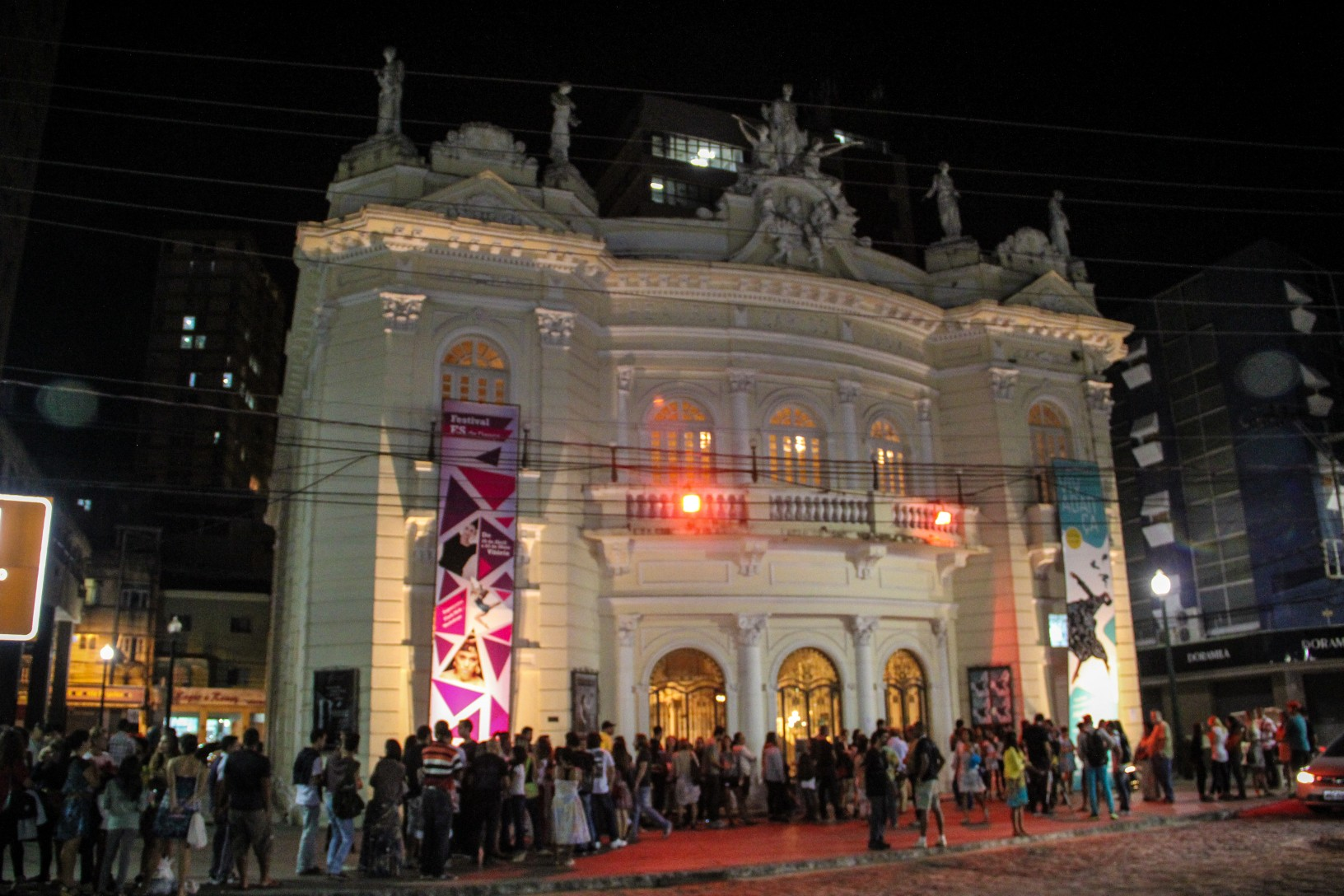
Fachada del Theatro Carlos Gomes

El Theatro Carlos Gomes es un teatro localizado en la plaza Costa Pereira, en el centro de la ciudad de Vitória, en el estado brasileño de Espírito Santo, en Brasil. Fue inaugurado en 5 de enero de 1927. 
Fue inspirado en el Teatro Scala, de Milán, y proyectado por el arquitecto italiano André Carloni. Presenta una mezcla de estilos en que predomina el neoclásico. La pintura actual del techo es de Homero Massena.
El Theatro Carlos Gomes fue edificado en una época en que Vitória pasaba por importantes transformaciones urbanas. En 1923, el único teatro de la ciudad, el Melpômene, que había sufrido un principio de incendio, fue demolido para la apertura de la Calle Siete de Septiembre y alargamiento de la Plaza de la Independencia – actual Plaza Costa Pereira. Por utilizar el área del antiguo teatro para ampliación de la plaza, la administración provincial asumió el compromiso con el Municipio de erguir un nuevo teatro. El proyecto del Theatro Carlos Gomes es del arquitecto André Carloni, que adoptó un estilo arquitectónico ecléctico. La construcción utilizó recursos privados y aprovechó las columnas de hierro fundido del antiguo Melpômene, que sirven hasta hoy como sustentación de los mostradores y galerías. La obra fue inaugurada en enero de 1927. Poco tiempo después, el teatro fue comprado por el Gobierno provincial, que pasó a administrarlo. Con la crisis del café, en 1929, fue arrendado a una firma particular y pasó a funcionar también como cine.
En 1970, retomado por el Estado, pasa por un amplio restablecimiento, recuperando su importancia en el escenario cultural de Vitória. En 1983 fue tombado por el Consejo Provincial de Cultura.